# Радо Димитријевић — Учо
Радо Димитријевић (Ново Место, 4. септембар 1952) јесте српски учитељ у пензији и књижевник.

## Биографија
Учо је рођен Новом Месту, а школовао се и одрастао у Бањалуци. Од 1981. године живео је у Градишци, радио у више основних школа и обављао је функцију директора Градске библиотеке. Писао је од средњешколских дана за бројне новине и часописе. После објављивања прве књиге постаје члан УК БиХ 1989. године, а потом и члан УК РС од оснивања. Живи под Козаром у Доњим Подградцима, као пензионисани просветни радник и активни књижевник.

## Дела
Већина ових дела награђена су значајним књижевним наградама и објављена у више издања. Писац је уврштен у антологије савремене српске прозе и поезије угледних антологичара (др Милош Окука, др Неђо Шиповац, Миленко Стојичић). Добитник је и Светосавске повеље за благодарна дјела подарена српском народу Фондације Свети Сава која му је уручена у Хиландару 2016. године, „Споменице“ Српског културног и просвјетног друштва „Просвјета“ и Повеље Општине Градишка са златним грбом и звањем „Заслужни грађанин“ за посебне заслуге у развоју општине Градишке и значајна остварења у области књижевног стваралаштва. Покретач је и организатор дугогодишњих књижевних манифестација „Истина о Србима“, „Јабуке и књиге“ и „Књижевни четвртак“.

## Награде
- „Кочићево перо“ за књигу „Рат оловком“, 2001. године
- Министарство просвјете и културе за роман „Пјевај Јефимија“, 2004. године
- УКРС Подружница Градишка за роман „Врело“, 2009. године
- Завод за уџбенике и наставна средства за роман „Дан без ноћи и ноћ без дана“, 2014. године.

## Признања
- Повеља Скупштине општине Градишка са златним грбом за посебне заслуге у области књижевног стваралаштва, 1997.године.
- „Споменица“ Српског просвјетног и културног друштва „просвјета“, 2002. године.
- Повеља „Истина о Србима“, 2005. године
- Повеља „Свети Сава“ Фондација Свети Сава ИСточно Сарајево, 2016. године.

Уврштен је у бројне антологије и панораме српске прозе, а приче су му превођене на више европских језика, заступљене су у панорамама српске прозе у Њемачкој и Мађарској.